# Santa Maria della Salute
Santa Maria della Salute ('santa Maria de la salut') és una basílica de Venècia (districte de Dorsoduro), que s'alça prop de la Punta della Dogana (punta de la Duana). Es va construir, de la mateixa manera que l'església del Redemptor o l'església de San Rocco, com a exvot dels habitants venecians a causa de la pesta que el 1630 havia delmar la població.

## Història
La pesta la va portar el comte de Màntua, que va ser internat a l'illa Lazzaretto Vecchio, però li va bastar entrar en contacte amb un fuster perquè la infecció s'estengués per tota la ciutat a partir de Campo San Lio. El 22 de març de 1630 el patriarca de Venècia, Giovanni Tiepolo, va fer una promesa: 
| « | Prometo solemnement erigir en aquesta ciutat una església i dedicar-la a la Verge Santíssima, rebrà el nom de Santa Maria della Salute, i que cada any en el dia que aquesta ciutat sigui declarada lliure del present mal, la seva Serenitat i els seus successors aniran solemnement amb el Senat a visitar aquesta església en perpètua memòria de la pública gratitud per tant de benefici. | » |

El 26 de març, a la plaça de Sant Marc, el dux de Venècia Nicolò Contarini, el clergat i el poble es van reunir per resar. Quan la pesta va acabar havien mort 80.000 venecians i venecianes, i 600.000 en el territori de la República de Venècia, des de Brescia fins a Trieste, des de Polesine fins a Belluno. Entre la gent que va morir, hi havia el dux i el patriarca.
El 28 de novembre de 1631 van començar les obres a la Punta della Dogana, la duana de Venècia. Se'n va confiar la construcció a Baldassare Longhena, i es va acabar el 9 de novembre de 1687, quan el patriarca Alvuse Sagredi la va beneir. Per a poder erigir la basílica en aquest lloc va ser necessari introduir 1.156.650 pals en el terreny i guanyar una vasta àrea de terra al mar.

## Arquitectura

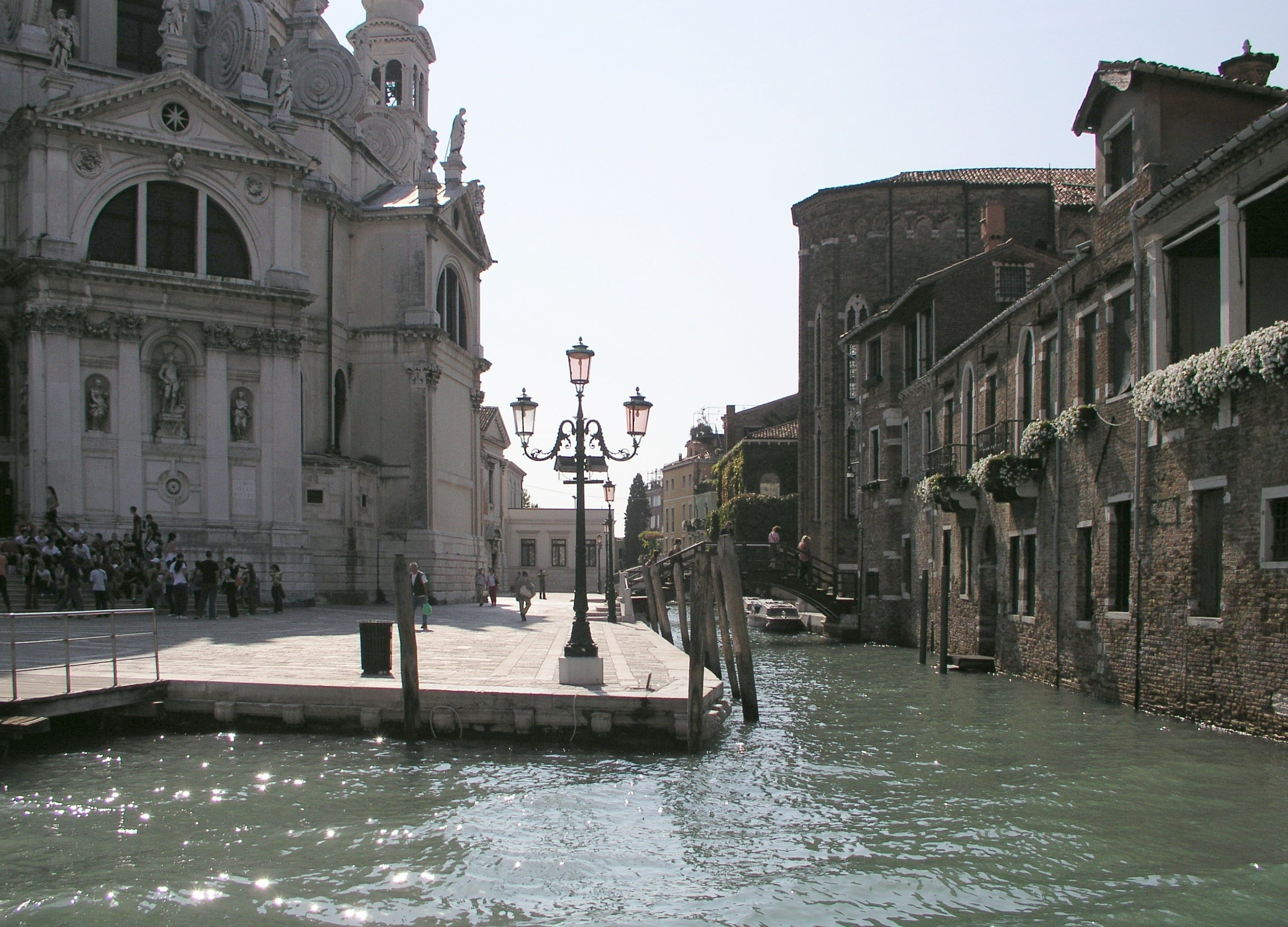
Context urbanístic: el riu della Salute

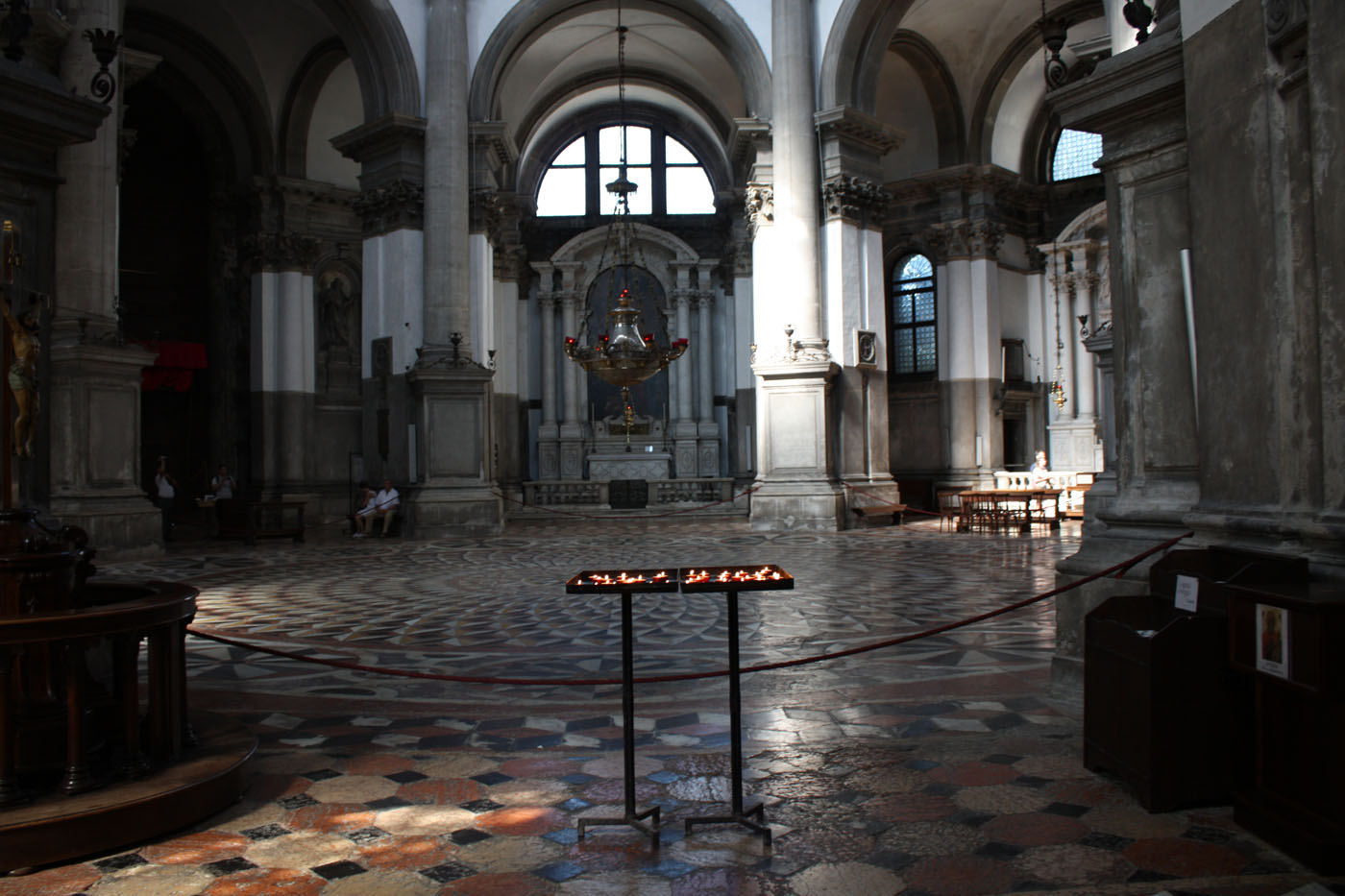
Interior de la basílica de Santa Maria della Salute

La nau central és de forma octogonal, sobre la qual es recolza una cúpula hemisfèrica envoltada de sis capelles menors. El presbiteri i l'altar major predominen sobre tota la resta del conjunt.
El grup escultòric sobre l'altar representa una marededeu amb nen, que simbolitza la Salut que defensa Venècia de la pesta. Prové de Creta i va ser duta a Venècia pel dux Francesc Morosini el 1670, quan van haver de cedir l'illa als turcs. Hi ha tres obres de Tiziano al sostre: Mort d'Abel, Sacrifici d'Abraham i David i Goliat. Aquestes escenes violentes de l'Antic Testament van ser pintades amb extrem realisme, el qual s'accentua a causa de la seva visió en perspectiva de l'observador. Els frescos, que es van considerar poc apropiats en el seu moment, van ser no obstant això molt admirats i imitats amb posterioritat.
També hi ha altres obres a la sagristia: Sant Marc en el tron, amb els sants Cosme, Damià, Sebastià i Roc (1511-12) i Les noces de Canà (1551).
Cada 21 de novembre es festeja la Festa della Madonna della Salute ('festa de la Mare de Déu de la salut'), en la qual les gents creuen un pont de barques que va de la plaça de Sant Marc a la basílica, on es paren a resar. Juntament amb la Festa del Redentore ('Festa del Redemptor'), és encara avui una de les festes populars més estimades i participatives de la ciutat.